# Alue Gampong
Alue Gampong is een bestuurslaag in het regentschap Aceh Utara van de provincie Atjeh, Indonesië. Alue Gampong telt 328 inwoners (volkstelling 2010).